# Jhinjhak
Jhinjhak là một thị xã và là một nagar panchayat của quận Kanpur Dehat thuộc bang Uttar Pradesh, Ấn Độ.

## Địa lý
Jhinjhak có vị trí 26°34′B 79°44′Đ / 26,57°B 79,73°Đ Nó có độ cao trung bình là 131 mét (429 feet).

## Nhân khẩu
Theo điều tra dân số năm 2001 của Ấn Độ, Jhinjhak có dân số 20.406 người. Phái nam chiếm 53% tổng số dân và phái nữ chiếm 47%. Jhinjhak có tỷ lệ 69% biết đọc biết viết, cao hơn tỷ lệ trung bình toàn quốc là 59,5%: tỷ lệ cho phái nam là 75%, và tỷ lệ cho phái nữ là 63%. Tại Jhinjhak, 15% dân số nhỏ hơn 6 tuổi.